# دارسی گونسالویس
دارسی گونسالویس (به پرتغالی: Dercy Gonçalves) نام هنری دولورس دارسی گونسالویس کوستا (به پرتغالی: Dolores Gonçalves Costa)؛ (۲۳ ژوئن ۱۹۰۷ – ۱۹ ژوئیه ۲۰۰۸) یک هنرپیشه و کمدین اهل برزیل بود. وی بین سال‌های ۱۹۲۹ تا ۲۰۰۳ میلادی فعالیت می‌کرد.
قد دارسی گونسالویس ۴ فوت ۱۱ اینچ (۱٫۵۰ متر) بود و طی بیش از ۸۰ سال زندگی حرفه‌ای و کار در تئاترها، نمایش‌های رادیویی، فیلمهای تلویزیونی به استفاده از زبان طنز مبتذل معروف شد. او در سال ۱۹۹۱ در سن ۸۳ سالگی با نمایش سینه خود در راهپیمایی مدرسه رقص سامبا در کارناوال ریو دو ژانیرو جنجال آفرید.

## درگذشت
دارسی گونسالویس در ۱۹ ژوئیه ۲۰۰۸ بر اثر سینه‌پهلو در سن ۱۰۱ سالگی درگذشت. او در زادگاهش سانتا ماریا مادالنا، ریو دو ژانیرو به خاک سپرده شد. آرامگاه او توسط خودش در سال ۱۹۹۱ به شکل یک هرم شیشه‌ای طراحی شده که کانسپتی شبیه به هرم لوور دارد.

## بزرگداشت
دارسی گونسالویس با ۸۶ سال فعالیت حرفه‌ای، در حال حاضر دارای رکورد طولانی‌ترین بازیگر حرفه‌ای در رکوردهای جهانی گینس است.
در ۲۳ ژوئن ۲۰۱۶ موتور جستجوی گوگل به مناسبت ۱۰۹مین سالروز تولد دارسی گونسالویس و به افتخار او گوگل دودل صفحه اصلی خود را در برزیل تغییر داد.

## منتخب فیلم‌شناسی
- سامبا در برلین (۱۹۴۳)